# Jan Vodháněl
Jan Vodháněl (* 25. April 1997 in Mladá Boleslav) ist ein tschechischer Fußballspieler.

## Karriere

### Verein
Vodháněl begann seine Karriere beim FK Mladá Boleslav. Im März 2016 stand er im Cup gegen den FC Hradec Králové erstmals im Profikader. Sein Debüt für die Profis gab er im April 2016 in der Synot Liga, als er am 24. Spieltag der Saison 2015/16 gegen den FK Dukla Prag in der 72. Minute für Jan Kalabiška eingewechselt wurde. Bis Saisonende kam er zu zwei Erstligaeinsätzen. In der Saison 2016/17 kam der Flügelstürmer allerdings nicht mehr zum Einsatz. Daraufhin schloss er sich zur Saison 2017/18 dem Zweitligisten FC Sellier & Bellot Vlašim an. Für Sellier & Bellot kam er in jener Spielzeit zu 28 Einsätzen in der FNL, in denen er fünf Tore erzielte.
Zur Saison 2018/19 wechselte Vodháněl leihweise zum Erstligisten Bohemians Prag 1905, von dem er in der Winterpause jener Saison auch fest verpflichtet wurde. In seiner ersten Spielzeit in der tschechischen Hauptstadt kam er zu 16 Einsätzen in der höchsten Spielklasse. In der Saison 2019/20 absolvierte er 28 Partien, in denen er fünf Tore machte. In der Saison 2020/21 kam er nur noch sechsmal zum Zug, ab Mitte Februar 2021 stand er gar nie mehr im Spieltagskader der Bohemians.
Im Januar 2022 wechselte er nach dem Auslaufen seines Vertrags in Prag zum österreichischen Bundesligisten FC Admira Wacker Mödling. Für die Admira kam er insgesamt zu 14 Einsätzen in der Bundesliga, in denen er ein Tor erzielte. Mit dem Verein stieg er am Ende der Saison 2021/22 allerdings aus der Bundesliga ab, woraufhin er die Admira nach einem halben Jahr wieder verließ.
Vodháněl kehrte anschließend im Juli 2022 in seine Heimat zurück und wechselte zum SK Sigma Olmütz.

### Nationalmannschaft
Vodháněl spielte zwischen August 2017 und März 2018 fünfmal für die tschechische U-20-Auswahl.